# Капелета (Павија)
Капелета је насеље у Италији у округу Павија, региону Ломбардија.
Према процени из 2011. у насељу је живело 218 становника. Насеље се налази на надморској висини од 120 м.